# Mimosybra baloghi
Mimosybra baloghi är en skalbaggsart som beskrevs av Stefan von Breuning 1975. Mimosybra baloghi ingår i släktet Mimosybra och familjen långhorningar. Inga underarter finns listade i Catalogue of Life.